# Michael Stübgen

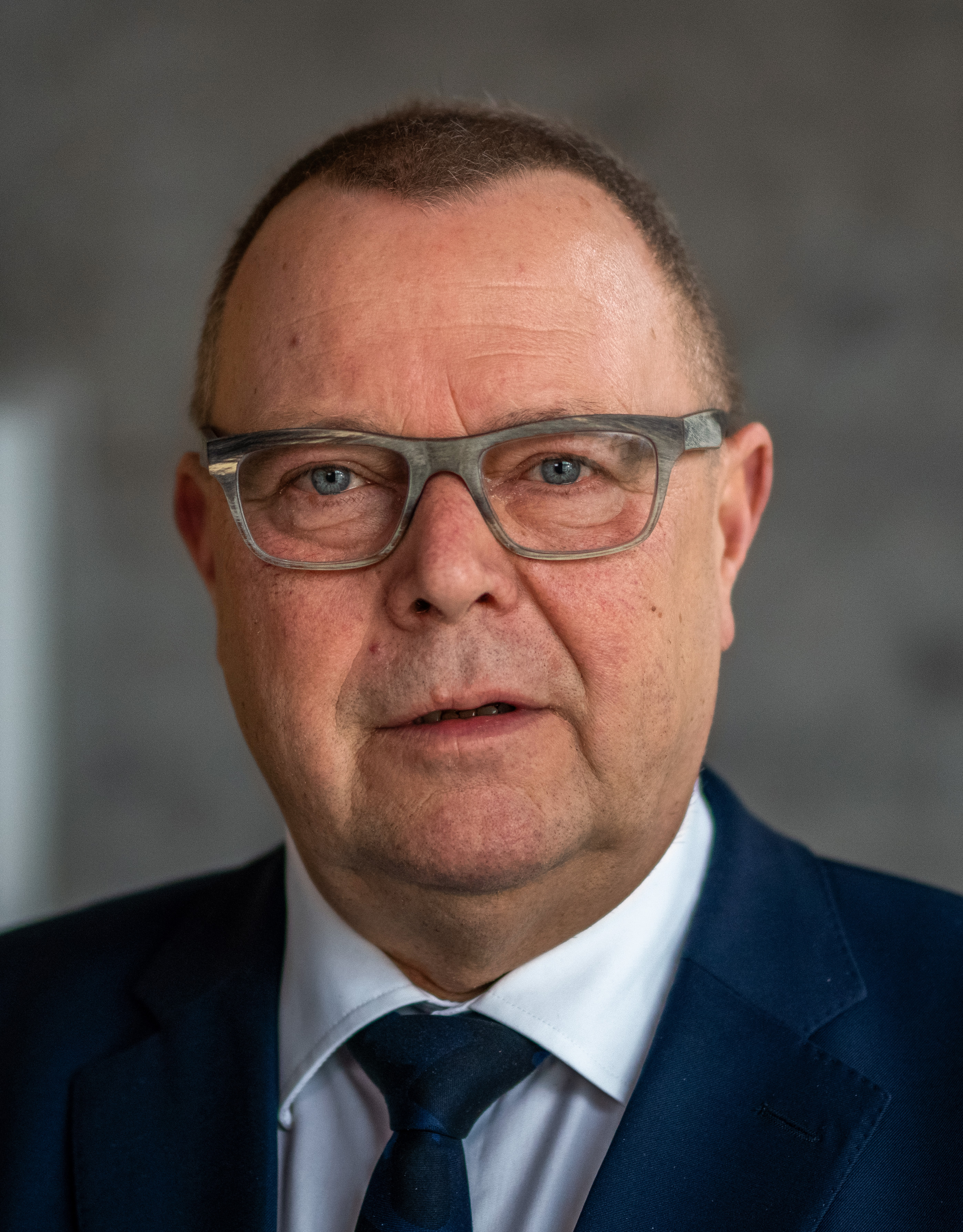
Michael Stübgen (2024)

Michael Stübgen (* 17. Oktober 1959 in Lauchhammer) ist ein deutscher Politiker (CDU). Von 2019 bis 2024 war er Innenminister des Landes Brandenburg sowie erster stellvertretender Ministerpräsident im Kabinett Woidke III. Im Jahr 2024 ist er Vorsitzender der Innenministerkonferenz. Er war von 1990 bis 2019 Mitglied des Deutschen Bundestages und von 2018 bis 2019 Parlamentarischer Staatssekretär bei der Bundesministerin für Ernährung und Landwirtschaft. Von November 2019 bis März 2023 war Stübgen Landesvorsitzender der CDU Brandenburg.

## Leben und Beruf
Michael Stübgen besuchte Polytechnische Oberschulen (POS) in Lauchhammer, in Herzberg (Elster) und in Zahna. Von 1976 bis 1978 machte er eine Lehre zum Baufacharbeiter. Danach besuchte er das evangelische Kirchliche Proseminar in Naumburg (Saale), wo er 1981 das Abitur ablegte. Da sein Vater in einem Arbeitslager inhaftiert gewesen war und sein Bruder wegen Republikflucht in einem Gefängnis, blieb ihm ein Studium an einer Universität versperrt. So absolvierte Stübgen ein Studium der Evangelischen Theologie in Berlin und in Naumburg, welches er 1987 mit dem Ersten Theologischen Examen beendete. Nach dem Vikariat legte er 1989 auch das Zweite Theologische Examen ab und wurde zum Pfarrer in der Evangelischen Kirche der Kirchenprovinz Sachsen ordiniert und in die Parochie Großthiemig/Brößnitz und Hirschfeld entsandt.
Michael Stübgen ist verheiratet und hat drei Kinder. Er lebt in Finsterwalde.

## Partei
Stübgen trat im Februar 1990 in die CDU ein und gehört seit 1998 dem CDU-Landesvorstand in Brandenburg an. Von 2001 bis 2005 war er auch stellvertretender CDU-Landesvorsitzender. Seit 1999 ist er außerdem Vorsitzender des CDU-Kreisverbandes Elbe-Elster und wurde zuletzt am 19. Januar 2018 mit 89,74 % wiedergewählt. Die Landesvertreterversammlung der CDU Brandenburg wählte Michael Stübgen am 2. März 2013 zum Spitzenkandidaten der CDU Brandenburg für die Bundestagswahl am 22. September 2013.
Nach dem Rücktritt von Ingo Senftleben übernahm Stübgen am 10. September 2019 zunächst interimsweise das Amt des brandenburgischen Landesvorsitzenden der CDU. Zugleich beauftragte der Landesvorstand der CDU Brandenburg Michael Stübgen mit der Führung der Sondierungsgespräche zur Bildung einer Regierungskoalition im Bundesland. Am 16. November 2019 wählte der Landesparteitag der CDU Brandenburg Michael Stübgen zum 13. Landesvorsitzenden der CDU Brandenburg. Am 25. März 2023 wurde Jan Redmann zu seinem Nachfolger gewählt.

## Abgeordneter
Stübgen war von 1990 bis 2019 Mitglied des Deutschen Bundestages und hier von 1994 bis 1998 stellvertretender Vorsitzender des Bundestagsausschusses für Angelegenheiten der Europäischen Union. Er war ab 1998 Vorsitzender der Landesgruppe Brandenburg in der CDU/CSU-Bundestagsfraktion. Von 2005 bis 2018 war Michael Stübgen außerdem europapolitischer Sprecher der CDU/CSU-Bundestagsfraktion und Vorsitzender der Fraktionsarbeitsgruppe Angelegenheiten der Europäischen Union. Von Oktober 2011 bis März 2018 war Stübgen zudem stellvertretendes Mitglied im Haushaltsausschuss des Deutschen Bundestages und vom Januar 2014 bis März 2018 vom Deutschen Bundestag als stellvertretendes Mitglied im Gremium gemäß § 3 Abs. 3 Stabilisierungsmechanismusgesetz (Sondergremium) gewählt. Stübgen war zudem bis März 2018 Mitglied des Gemeinsamen Ausschusses gemäß Artikel 53a des Grundgesetzes. Vom 14. März 2018 bis zum 20. März 2019 war Stübgen Parlamentarischer Staatssekretär bei der Bundesministerin für Ernährung und Landwirtschaft.
Stübgen war 1990 als direkt gewählter Abgeordneter (Bundestagswahl am 2. Dezember 1990) des Wahlkreises Bad Liebenwerda – Finsterwalde – Herzberg – Lübben – Luckau und in den Jahren 1994, 1998, 2002 und 2005 stets über die Landesliste Brandenburg in den Bundestag eingezogen. Bei der Bundestagswahl am 27. September 2009 gewann Stübgen wieder das Direktmandat im Wahlkreis Elbe-Elster – Oberspreewald-Lausitz II (Wahlkreis 66), das erste Bundestagsdirektmandat für die CDU in Brandenburg seit 1990. Michael Stübgen verteidigte das Direktmandat bei den Bundestagswahlen am 22. September 2013 (40,9 %) sowie am 24. September 2017 (29,5 %).
Nach seinem Wechsel in die Brandenburgische Landesregierung legte er am 2. Dezember 2019 sein Mandat nieder und schied aus dem Bundestag aus. Für ihn rückte Saskia Ludwig nach. Er war zum Zeitpunkt seines Ausscheidens – außer Angela Merkel – der einzige Ostdeutsche, der seit 1990 ununterbrochen dem Bundestag angehört hatte. Sein Amt als Staatssekretär hatte er bereits mit der Ernennung zum Innenminister abgegeben.

## Landesminister
Am 20. November 2019 wurde Stübgen zum Ministeri des Innern und für Kommunales des Landes Brandenburg sowie zum ersten stellvertretenden Ministerpräsidenten im Kabinett Woidke III ernannt. Dieses Amt hatte er bis zum Amtsantritt des Kabinetts Woidke IV am 11. Dezember 2024 inne.

## Politische Positionen (Auswahl)
Im Februar 2023 forderte Stübgen eine Migrationsbremse. Statt weiterer Aufnahmeprogramme bedürfe es einer Rückführungsoffensive und einer spürbaren Verringerung der Zugangszahlen, erklärte Stübgen.
Im September 2023 befürwortete Stübgen feste Grenzkontrollen und sprach sich gegen den Individualanspruch auf Asyl aus.
Des Weiteren positionierte sich Stübgen gegen die deutsche Hilfe gegenüber ukrainischen Flüchtlingen, denen er „Fahnenflucht“ vorwirft und die er als von Deutschland „alimentiert“ ansieht.
Im September 2024 forderte Stübgen die Abschaffung des Rechtes auf Asyl aus dem Grundgesetz. Deutschland solle stattdessen die "Genfer Flüchtlingskonvention als Institutsgarantie [...] verankern", denn diese würde "ohnehin Menschen, die verfolgt werden, Schutz gewähren". Durch die Abschaffung des Asylrechts könnte Deutschland Flüchtlingskontingente einführen, so Stübgen.

## Ehrungen
Am 20. März 2013 erhielt Michael Stübgen das Bundesverdienstkreuz am Bande.
Am 18. September 2020 erhielt der Innenminister des Landes Brandenburg Michael Stübgen und sein Vorgänger Karl-Heinz Schröter den Negativpreis BigBrotherAward für die dauerhafte Speicherung von Autokennzeichen. Der Jury zufolge handle es sich um „[e]ine Vorratsdatenspeicherung für Bewegungsdaten von Autos“, die gesetzwidrig sei. Zu dieser Einschätzung kam zuvor auch die Landesbeauftragte für den Datenschutz Dagmar Hartge. Eine Nummernschild-Überwachung ist in Brandenburg nur anlassbezogen erlaubt, also zur Fahndung nach bestimmten Fahrzeugen. Um mit dem System KESY trotzdem dauerhaft Nummernschilder aller Fahrzeuge speichern zu können, die die Kontrollstellen passieren, wurde das Gesetz durch einen Trick umgangen:

„Um die im Brandenburgischen Polizeigesetz festgeschriebene Zweckbindung für KESY zu umgehen, haben sich die Verantwortlichen einen besonderen Kniff überlegt: Sie sorgten dafür, dass es immer eine richterliche Anordnung gegen irgendjemand gab, die eine solche Überwachung rechtfertigte. Dabei werden Paragraphen der Strafprozessordnung herangezogen, die sich von ihrem Wesen her nur gegen bestimmte Tatverdächtige richten – eine umfängliche Vorratsdatenspeicherung wird dadurch keinesfalls erlaubt.“

## Sonstiges Engagement
Stübgen war bis 2020 als Kurator beim Institut für Europäische Politik (IEP) in Berlin tätig. Zudem war er von 2010 bis 2018 Vorstandsmitglied beim Verein Europäische Bewegung Deutschland.